# Tamenend
Tamenend "L'afable" (1628-1698) també conegut per Tammany, fou el cap lenape que signà l'acord amb William Penn el 1683 mercè el qual li cedia els voltants de l'actual Philadelphia (Penhsilvània). Ha passat a la història com a personatge afable i amic dels blancs, de manera que en el segle XIX algunes de les més importants lògies maçòniques nord-americanes van dur el seu nom, i ha estat adoptat com a "geni tutelar" de la secció del Partit Demòcrata dels Estats Units a l'Estat de Nova York.